# Asztácium
Az asztácium a periódusos rendszer 7.A főcsoportjába tartozó elem, a halogéncsoport tagja. A rendszáma 85, a vegyjele At. Elektronszerkezete [Xe]4f14 5d10 6s2 6p5, azaz vegyértékhéja telítetlen, egy elektron felvételével a nemesgáz elektronszerkezetet el tudná érni.
Az asztáciumot 1940-ben állította elő mesterségesen D.R. Corson, K.R. MacKenzie és E. Segre a Kaliforniai Egyetemen bizmut alfa-részecskékkel történő bombázásával. Igen instabil elem (neve is erre utal, görög asztatosz instabil) gyorsan bomlik, a számítások szerint 1 köbkilométer földkéregben mindössze 1 milligramm asztácium található. Az 210At felezési ideje 8,1 óra. Bomlékonysága miatt jelentősége igen csekély, kémiai tulajdonságai a jódéhoz hasonlítanak. Az asztácium félfém.

## Gyakorlati felhasználása
Részecskenyalábok relatív szórásának vizsgálatára használható.

## Egészségügyi jelentősége
A pajzsmirigyben rakódhat le a jód helyett, bomlása miatt veszélyes.

## Kapcsolódó lapok
- Asztácium-monobromid
- Asztácium-monojodid
- Hidrogén-asztatid